# Ptilodegeeria umbrifera
Ptilodegeeria umbrifera är en tvåvingeart som först beskrevs av Walker 1853.  Ptilodegeeria umbrifera ingår i släktet Ptilodegeeria och familjen parasitflugor. Inga underarter finns listade i Catalogue of Life.